# 斯泰尔维奥
斯泰尔维奥（義大利語：Stelvio），是意大利博尔扎诺-上阿迪杰自治省的一个市镇。总面积140平方公里，人口1228人，人口密度8.8人/平方公里（2009年）。ISTAT代码为021095。